# Titron
Titron è una suddivisione dell'India, classificata come nagar panchayat, di 10.499 abitanti, situata nel distretto di Saharanpur, nello stato federato dell'Uttar Pradesh. In base al numero di abitanti la città rientra nella classe IV (da 10.000 a 19.999 persone).

## Geografia fisica
La città è situata a 29° 40' 5 N e 77° 19' 21 E e ha un'altitudine di 247 m s.l.m..

## Società

### Evoluzione demografica
Al censimento del 2001 la popolazione di Titron assommava a 10.499 persone, delle quali 5.613 maschi e 4.886 femmine. I bambini di età inferiore o uguale ai sei anni assommavano a 1.914, dei quali 1.035 maschi e 879 femmine. Infine, coloro che erano in grado di saper almeno leggere e scrivere erano 4.722, dei quali 3.114 maschi e 1.608 femmine.